# 어루러기
어루러기(영어: tinea versicolor, dermatomycosis furfuracea, pityriasis versicolor, tinea flava), 어우르기 또는 전풍(癜風)은 몸통과 손발가락뼈에 대한 피부 발진을 특징으로 하는 질환이다. 최근의 연구에 따르면 대부분의 어루러기는 말라세지아 글로보사(Malassezia globosa)에 의해 발병하는 것으로 입증되었으며, 말라세지아 푸르푸르(Malassezia furfur)는 적은 수의 사례에 해당된다. 주로 땀을 많이 흘리는 젊은 사람들에게 피부의 곰팡이(진균) 감염에 의해 나타나는 피부 질환이다. 원인이 되는 곰팡이는 정상인의 피부에 상주해 있다가 덥고 습기가 많은 환경이 되면 어루러기를 일으킨다. 어루러기는 피부에 거의 염증을 유발하지 않고 자각증상도 없기 때문에 넓은 부위의 피부에 색깔의 변화가 나타나면 미관상의 이유로 병원을 찾는 경우가 많다.
이 질병은 1846년에 처음 알려졌다. 이 병명의 영어 낱말 tinea versicolor에서 versicolor는 변색을 뜻하며, 색이 바뀌는 것을 뜻하는 라틴어 낱말 versāre에서 온 것이다.

## 감염 경로
어루러기균은 피부접촉을 통해 옮을 수 있어 더욱 주의해야한다. 헬스장이나 목욕탕 등에서 어루러기균이 있는 수건이나 옷을 함께 사용하면 전염확률이 더욱 높아진다. 이미 샤워한 후라도 균이 있는 수건으로 몸을 닦으면 감염될 수 있어 땀을 많이 흘린 날에는 물기를 완전히 말려 건조한 상태를 유지하는 것이 좋다.

## 원인
말라세지아는 지방 성분을 좋아하여 상반신 모낭에 상재하며 인체 면역력이 저하되거나 곰팡이가 자라기 좋은 환경이 되면 과다 증식한다. 주로 여름철에 발생하고 땀을 많이 흘리는 근로자, 운동선수, 임산부, 피지 분비가 왕성한 20~30대 젊은이, 여성보다 남성에게 더 많이 나타난다.

## 증상
어루러기는 대개 아무 증상이 없다. 그러나 몸통, 목, 복부, 때로는 얼굴에 황갈색, 갈색, 주황색 또는 흰색 인설반이 많이 나타난다. 반점끼리 모여 더 큰 반점을 형성하기도 한다. 반점은 햇볕에 타지 않으므로 여름철에는 주변 피부만 타서 반점이 더욱 뚜렷해질 수 있다. 피부가 원래 어두우면 반점의 색이 더 옅게 보일 수 있다. 살결이 흰 사람은 반점이 더 어둡거나 더 옅을 수 있다. 젊은 성인에서 몸통 상부에 황색이나 갈색의 반점들이 나타나며, 주로 겨드랑이, 가슴, 등이나 목에 잘 발생한다. 때로는 병변이 희끗희끗하게 색소가 줄어든 반점들로 나타날 수 있다. 대개 가려움증은 없지만 경미한 가려움증이 동반될 수도 있다.

## 치료
어루러기의 치료법은 다음과 같다:
- 황화셀레늄이 포함된 국부성 향진균제가 종종 권장된다.[11]
- 경구 향진균제에는 일회량으로 케나코나졸이나 플루코나졸을, 7일 동안은 케토코나졸, 또는 이트라코나졸을 포함한다.[12][13]

## 재발 예방[14]
- 어루러기는 재발률이 높은 피부질환이다. 환경적 요인으로 재발하기 쉽기 때문에 특히 여름철, 장마철에는 몸을 습하지 않고 시원하게 유지하는데도 신경써야 한다.
- 운동할 때는 되도록 통풍이 잘 되는 옷을 입고, 땀이 밴 옷이 계속 피부에 닿지 않도록 자주 갈아 입어 주면 좋다.
- 땀을 흘린 후나 비를 맞았다면 바로 씻어야 한다.
- 케토코나졸 성분 샴푸를 한 번씩 사용하는 것도 재발 방지에 도움이 된다. 씻은 후 물기를 잘 말리는 것도 중요하다.
- 어루러기를 막으려 일부러 햇빛을 쏘인다는 얘기도 있는데, 어루러기 치료로 일광욕은 추천되지 않는다.
- 치료 후 자외선차단제를 바르면 얼룩덜룩한 반점이 진해지는 것을 막을 수 있다.